# Antonio Durán (attore)
Antonio Durán, noto anche con lo pseudonimo di Morris (Vigo, 1959), è un attore spagnolo.

## Biografia
Antonio Durán Morris è un attore con una lunga esperienza di recitazione in teatro e uno dei volti più noti delle produzioni audiovisive galiziane.
È stato attore e presentatore in vari programmi TVG da quando ha iniziato a trasmettere negli anni 80. In Galizia, il suo ruolo di Antón Santos nella serie Pratos Combinados , un personaggio che ha interpretato per più di un decennio, lo ha reso particolarmente popolare.
Ha partecipato a numerosi spot pubblicitari, a diverse serie televisive e film nazionali con ruoli secondari.
Dal 1978 lavora in due dozzine di spettacoli teatrali, in particolare per il Centro Dramatico Galego e la compagnia Artello, di cui è stato fondatore.

## Filmografia

### Televisione
- El ministerio del tiempo, serie TV (2016)
- Alto mare - serie TV, 8 episodi (2018-2019)
- Néboa - serie TV (2020)